# Henry Valen
Henry Halfdan Valen (n. 20 mai 1924, Hadsel, d. 27 ianuarie 2007, Oslo) a fost un politolog norvegian.
Valen și-a luat masteratul în 1954 și doctoratul în 1966 la Universitatea din Oslo. A fost profesor la aceeași universitate din 1970, unde a avut și funcții de conducere: decan al Facultății de Științe Sociale (1974–1977).
Valen a fost specialist în alegeri, opinie publică și reprezentare. Împreună cu Stein Rokkan a inițiat în 1957 proiectul de analizare a alegerilor din Norvegia, proiect pe care l-a condus până în 1985.
A fost membru al Academiei de Știință din Norvegia și al Societății Regale Norvegiene de Știință.
În 1998 a fost numit Cavaler cl. I al Ordinului Sf. Olaf.

## Scrieri (selecție)
- Political Parties in Norway (cu D. Katz), 1964
- Velgere og politiske frontlinjer (cu W. Martinussen), 1972
- Norway. Conflict Structure and Mass Politics in a European Periphery (cu S. Rokkan), 1974
- Valg og politikk, 1981
- Velgere på vandring (cu H. Narum og A. Strand), 1981
- Et valg i perspektiv (cu B. Aardal), 1983
- Cleavages in the Norwegian Electorate as a Constraint on Foreign Policy-Making, 1985
- Velgere, partier og politisk avstand (cu B. Aardal), 1989
- Endring og kontinuitet (cu B. Aardal și G. Vogt), 1990
- Electoral change (cu M. Franklin și T. Mackie), 1992
- List Alliances. An Experiment in Political Representation, 1994
- Brussel midt imot (cu A. T. Jenssen), 1995
- Konflikt og opinion (cu B. Aardal), 1995
- Parliamentary Representation (cu D. Matthews), 1999
- Velgere i 90-årene (cu B. Aardal, H. M. Narud și F. Berglund), 1999
- Party Sovereignty and Citizen Control (cu H. M. Narud și M. N. Pedersen), 2002
- Demokrati og ansvar (cu H. M. Narud), 2007

## Premii și distincții
- Norges forskningsråds formidlingspris, 1999
- Norsk Statsvitenskapelig Forenings hederspris, 2006
- Ridder av 1. klasse av St. Olavs Orden, 1998
- Det norske vitenskapsakademi, 1993
- Det Kongelige Norske Videnskabers Selskab, 1998
- Doctor honoris causa, Universitatea din Bergen, 2004